# Wasserklavier
Wasserklavier ist ein kurzes Klavierstück von Luciano Berio aus dem Jahr 1965. Ursprünglich in einer Version für Klavier zu vier Händen entstanden, arbeitete Berio das Stück im selben Jahr in eine Fassung für Klavier zu zwei Händen um. Diese Version wurde 1970 von Antonio Ballista in Brescia uraufgeführt. 1990 fasste er Wasserklavier mit fünf anderen Miniaturen unter dem Titel Six Encores (zu Deutsch: sechs Zugaben) zusammen. Eine Aufführung dauert etwa zwei Minuten.

## Musik
Das Klavierstück besitzt einen ruhigen, nachdenklichen Charakter: Für das ganze Stück ist das Spiel una corda vorgeschrieben, die Musik ist sehr leise und sanft gehalten. Obwohl Wasserklavier meist als Solostück vorgetragen wird, sind dennoch einige Überbleibsel aus der originalen vierhändigen Version auszumachen: So finden sich im Stück beispielsweise einige Akkorde, deren Einzeltöne so weit auseinander liegen, dass diese mit einer Hand kaum mehr zu greifen sind und arpeggiiert werden müssen. Die klar tonale Verortung des Stückes ist sonst bei Berio nicht allzu häufig, auch fallen die Orgelpunkte am Anfang und Ende des Stücks sowie der rhythmische Einfallsreichtum auf.
In der Literatur sind verschiedentlich Bezüge zur Klangsprache der Musik im 19. Jahrhundert (u. a. der Romantik) genannt worden, die zum nostalgischen Charakter des Stückes beitragen. Der explizit deutsche Titel könnte etwa eine Referenz auf Beethovens Hammerklaviersonate darstellen. Susan Tomes erkennt weiterhin Ähnlichkeiten zum Beginn von Schuberts Impromptu D935 Nr. 1, etwa in derselben Tonart (f-Moll) sowieso in der Übernahme einiger Akkorde und Oktavsprünge. Auch Anklänge an Johannes Brahms lassen sich erkennen, konkret zu den Intermezzi op. 117, Nr. 2 und 3, etwa wegen der vorschlagsähnlichen Notenpaare oder der Kollision von ternärer und binärer Rhythmik. Markus Bandur sieht ebenfalls einen Rückgriff auf die Musiksprache früherer Komponisten (konkret zu Brahms und Schubert), es findet aber keine komplexe Bildung von Schichten statt, wie dies wenige Jahre später etwa in Berios Sinfonia der Fall sein sollte.
Auch Malcolm Miller fühlt sich an Brahms erinnert, sieht aber darüber hinaus eine Reminiszenz an Scarlattis f-Moll-Sonate K239. Obwohl die Klavierliteratur weiterhin viele Werke kennt, in denen sich Anklänge an Wasser finden (etwa Chopins Barcarolle oder Liszts Les jeux d’eaux à la Villa d’Este aus den Années de pèlerinage), muss offen bleiben, ob und welchen Einfluss diese auf Berios Komposition Wasserklavier haben. Frank Dawes erkennt in dem Stück jedenfalls einen mediterran-trägen Tonfall. Richard Orton bot sich zudem der Eindruck, dass Berio in seinem Klavierstück laut denke.